# Timour Valerievitch Kriatchko
Pour les articles homonymes, voir Timur (homonymie) et Kriatchko.
Timour Valerievitch Kriatchko, ou Timur Valerʹevič Krâčko selon la translittération ISO 9, en russe Тимур Валерьевич Крячко, est un astronome amateur russe, né en 1970.
Le Centre des planètes mineures le crédite de la découverte de cent-quatre astéroïdes, effectuées entre 1994 et 2012, dont une partie en collaboration de Stanislav Korotki, Andreï Orechko et Boris Satovski.
Il a commencé son activité d'observation d'astéroïdes et de comètes en 1994 où il eut accès à l'astrographe de 40 cm de l'Université de Kazan.
L'astéroïde (269589) Kriatchko lui est dédié.

## Astéroïdes découverts
| (6465) Zvezdotchet       | 3 mars 1995       |
| (8561) Sikoruk           | 26 septembre 1995 |
| (8717) Richviktorov      | 26 septembre 1995 |
| (12413) Johnnyweir       | 26 septembre 1995 |
| (12414) Bure             | 26 septembre 1995 |
| (12421) Zhenya           | 16 octobre 1995   |
| (14042) Agafonov         | 16 octobre 1995   |
| (16711) Ka-Dar           | 26 septembre 1995 |
| (27849) Suyumbika        | 29 octobre 1994   |
| (29345) Ivandanilov      | 22 février 1995   |
| (48631) Hasantufan       | 26 septembre 1995 |
| (216888) Sankovich       | 2 novembre 2008   |
| (237265) Golobokov       | 28 novembre 2008  |
| (246789) Pattinson       | 24 février 2009   |
| (256697) Nahapetov       | 6 janvier 2008    |
| (263940) Malyshkina      | 20 avril 2009     |
| (264077) Dluzhnevskaya   | 24 septembre 2009 |
| (264150) Dolops          | 10 novembre 2009  |
| (269485) Bisikalo        | 21 octobre 2009   |
| (275215) Didiermarouani  | 23 novembre 2009  |
| (279119) Khamatova       | 19 juillet 2009   |
| (279226) Demisroussos    | 24 octobre 2009   |
| (294595) Shingareva      | 6 janvier 2008    |
| (296525) Milanovskiy     | 20 juillet 2009   |
| (296577) Arkhangelsk     | 11 septembre 2009 |
| (296638) Sergeibelov     | 23 septembre 2009 |
| (296753) Mustafamahmoud  | 19 octobre 2009   |
| (296819) Artesian        | 17 novembre 2009  |
| (296905) Korochantsev    | 10 février 2010   |
| (301553) Ninaglebova     | 13 avril 2009     |
| (301794) Antoninkapustin | 12 juin 2010      |
| (305287) Olegyankov      | 6 janvier 2008    |
| (306020) Kormilov        | 22 février 2010   |
| (315493) Zimin           | 6 janvier 2008    |
| (321046) Klushantsev     | 29 août 2008      |
| (321484) Marsaalam       | 17 septembre 2009 |
| (321577) Keanureeves     | 14 octobre 2009   |
| (325436) Khlebov         | 26 juillet 2009   |
| (328563) Mosplanetarium  | 17 septembre 2009 |
| (343587) Mamuna          | 5 avril 2010      |
| (346889) Rhiphonos       | 28 août 2009      |
| (350838) Gorelysheva     | 27 octobre 2011   |
| (356217) Clymène         | 10 novembre 2009  |
| (365250) Vladimirsurdin  | 26 juillet 2009   |
| (367633) Shargorodskij   | 11 novembre 2009  |
| (372578) Khromov         | 24 octobre 2009   |
| (372626) IGEM            | 12 novembre 2009  |
| (375832) Yurijmedvedev   | 22 octobre 2009   |
| (384282) Evgeniyegorov   | 28 août 2009      |
| (395148) Kournine        | 10 février 2010   |
| (400673) Vitapolunina    | 24 juillet 2009   |
| (406957) Kochetova       | 21 juillet 2009   |
| (407243) Krapivine       | 21 novembre 2009  |
| (451138) Rizvanov        | 29 août 2009      |
| (528997) Tanakatakenori  | 20 avril 2009     |
| (541508) Liucixin        | 27 août 2011      |
| (545839) Hernánletelier  | 21 septembre 2011 |
| (549648) Shirokov        | 27 août 2011      |
| (549706) Spbuni          | 21 septembre 2011 |
| (549873) Portsevskii     | 26 octobre 2011   |
| (549996) Dmitriiguliutin | 31 octobre 2011   |
| (550525) Sigourneyweaver | 12 juillet 2012   |